# 226858 Ivanpuluj
226858 Ivanpuluj este o planetă minoră (asteroid) din centura de asteroizi. A fost descoperită pe 8 octombrie 2004 la Andrușivska astronomicina observatoria⁠(d) de Andrușivska astronomicina observatoria⁠(d) și a fost numită după Ivan Puliui. 
Obiectul prezintă o orbită caracterizată de o semiaxă mare de 3,1023701805272 UAi, o excentricitate de 0,2242042592165, o înclinație de 10,693313135792 ° în raport cu ecliptica.